# إليزابيث مونتجومري
إليزابيث مونتجومري (بالإنجليزية: Elizabeth Montgomery) (ولدت 15 أبريل 1933)، هي ممثلة تلفزيون ومسرح أمريكية. امتدت مهنتها لما يقارب الخمس عقود، عرفت بدورها سمانثا ستيفنس على المسلسل التلفزيوني بيويتشد.
هي ابنة الممثل روبرت مونتغمري، بدأت حياتها المهنية في 1950. وفازت بجائزة مسرح العالم لأول مرة لها عام 1956 لأدائها على مسرح برودواي. في الستينات قدمت دور رئيسي في المسلسل الكوميدي بيويتشد على قناة هيئة الإذاعة الأمريكية، أهلها لتحصل على خمس ترشحيات لجائزة الإيمي برايم تايم وأربع ترشيحات لجائزة الغولدن غلوب.

## روابط خارجية
- إليزابيث مونتجومري على موقع IMDb (الإنجليزية)
- إليزابيث مونتجومري على موقع ألو سيني (الفرنسية)
- إليزابيث مونتجومري على موقع تيرنر كلاسيك موفيز (الإنجليزية)
- إليزابيث مونتجومري على موقع أول موفي (الإنجليزية)
- إليزابيث مونتجومري على موقع قاعدة بيانات برودواي على الإنترنت (الإنجليزية)
- إليزابيث مونتجومري على موقع قاعدة بيانات الأفلام السويدية (السويدية)
- إليزابيث مونتجومري على موقع إن إن دي بي (الإنجليزية)
- إليزابيث مونتجومري على موقع قاعدة بيانات الفيلم (الإنجليزية)
- إليزابيث مونتجومري على موقع كينوبويسك (الروسية)